# 纳瓦雷维斯卡
纳瓦雷维斯卡，是西班牙卡斯蒂利亚-莱昂阿维拉省的一个市镇。 总面积40km2, 总人口361人（2001年），人口密度9人/km2。